# Поздєєвка (Амурська область)
Поздєєвка (рос. Поздеевка) — село у Ромненському районі Амурської області, Росія. Адміністративний центр —  Поздєєвської сільради.

## Географія
Через село Поздєєвку пролягає Транссибірська магістраль.
Федеральної траса М58 «Амур» (Чита-Хабаровськ) проходить приблизно у 10 км на північний схід від села.
Село Поздєєвка розташоване за 4 км від лівого берега річки Біла (ліва притока Зеї).
Поздєєвка знаходиться за 41 км на північний захід від районного центру Ромни. До села Верхньобілого ~ 3,53 км, Дальньовосточного ~ 8,03 км, Смірновки ~ 8,83 км, Григорьєвки ~ 10,44 км, Дубровки ~ 10,70 км.

## Клімат
У Поздєєвці континентальний варіант помірного мусонного клімату. Континентальність клімату проявляється у великій річній (43 °С) та добовій (10-15 °С) амплітуді температури. Мусонний клімат виражається в напрямку сезонних вітрів, активної циклонічної діяльності і великій кількості опадів в теплу пору року. Літо спекотне. Зима холодна, суха, з малопотужним сніговим покривом. 
| Клімат Поздєєвки                           | Клімат Поздєєвки | Клімат Поздєєвки | Клімат Поздєєвки | Клімат Поздєєвки | Клімат Поздєєвки | Клімат Поздєєвки | Клімат Поздєєвки | Клімат Поздєєвки | Клімат Поздєєвки | Клімат Поздєєвки | Клімат Поздєєвки | Клімат Поздєєвки | Клімат Поздєєвки |
| Показник                                   | Січ.             | Лют.             | Бер.             | Квіт.            | Трав.            | Черв.            | Лип.             | Серп.            | Вер.             | Жовт.            | Лист.            | Груд.            | Рік              |
| Абсолютний максимум, °C                    | 0,2              | 7,0              | 20,3             | 31,4             | 34,7             | 39,4             | 37,7             | 36,9             | 33,5             | 28,0             | 13,4             | 3,6              | 39,4             |
| Середній максимум, °C                      | −15,6            | −9,5             | −0,5             | 11,0             | 19,5             | 25,5             | 27,3             | 25,1             | 18,9             | 9,1              | −4,8             | −14,7            | 7,6              |
| Середня температура, °C                    | −21,5            | −16,3            | −6,8             | 4,7              | 12,8             | 19,3             | 21,8             | 19,6             | 12,7             | 3,2              | −10              | −19,8            | 1,6              |
| Середній мінімум, °C                       | −26,2            | −21,9            | −12,6            | −1,2             | 6,6              | 13,6             | 17,1             | 15,1             | 7,6              | −1,5             | −14,1            | −24,1            | −3,5             |
| Абсолютний мінімум, °C                     | −44,5            | −45,4            | −35,7            | −17,7            | −7,5             | 0,1              | 8,2              | 4,4              | −4,3             | −24,8            | −32,9            | −41,2            | −45,4            |
| Середня кількість сонячних годин на місяць | 139,5            | 194,9            | 226,3            | 222,0            | 251,1            | 255,0            | 226,3            | 226,3            | 168,0            | 189,1            | 156,0            | 124,0            |                  |
| Норма опадів, мм                           | 6                | 5                | 10               | 31               | 42               | 91               | 131              | 125              | 73               | 26               | 14               | 9                |                  |
| Днів з дощем                               | 0,09             | 0,03             | 0,5              | 8                | 13               | 15               | 15               | 16               | 14               | 7                | 0,3              | 0                | 89               |
| Днів зі снігом                             | 12               | 7                | 8                | 2                | 0                | 0                | 0                | 0                | 0                | 3                | 11               | 14               |                  |
| Вологість повітря, %                       | 73               | 68               | 62               | 55               | 55               | 69               | 76               | 78               | 72               | 61               | 67               | 74               |                  |
| ------------------------------------------ | ---------------- | ---------------- | ---------------- | ---------------- | ---------------- | ---------------- | ---------------- | ---------------- | ---------------- | ---------------- | ---------------- | ---------------- | ---------------- |

## Історія

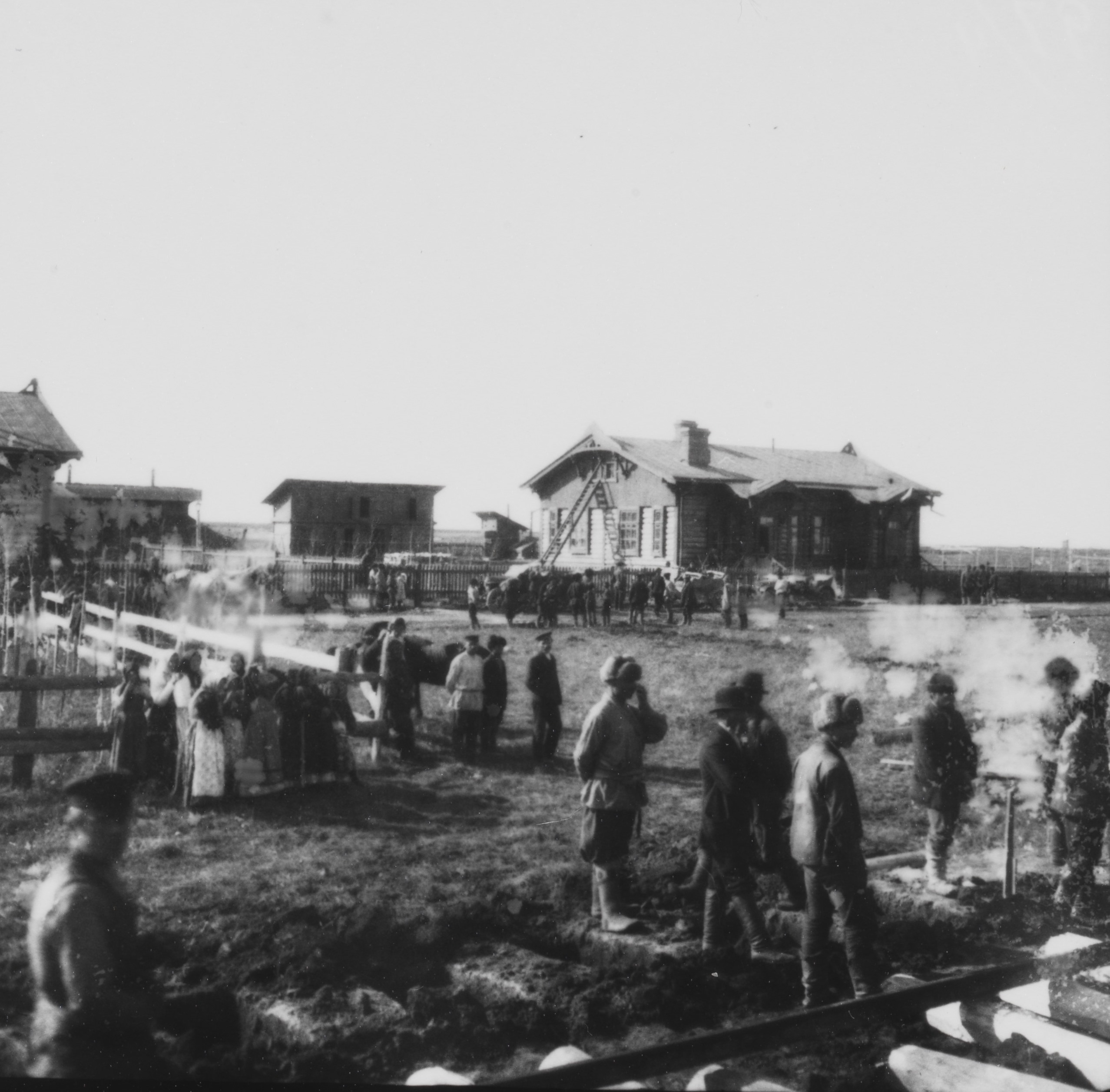
Поздєєвка, 12 жовтня 1913. Фото Ф. Нансена

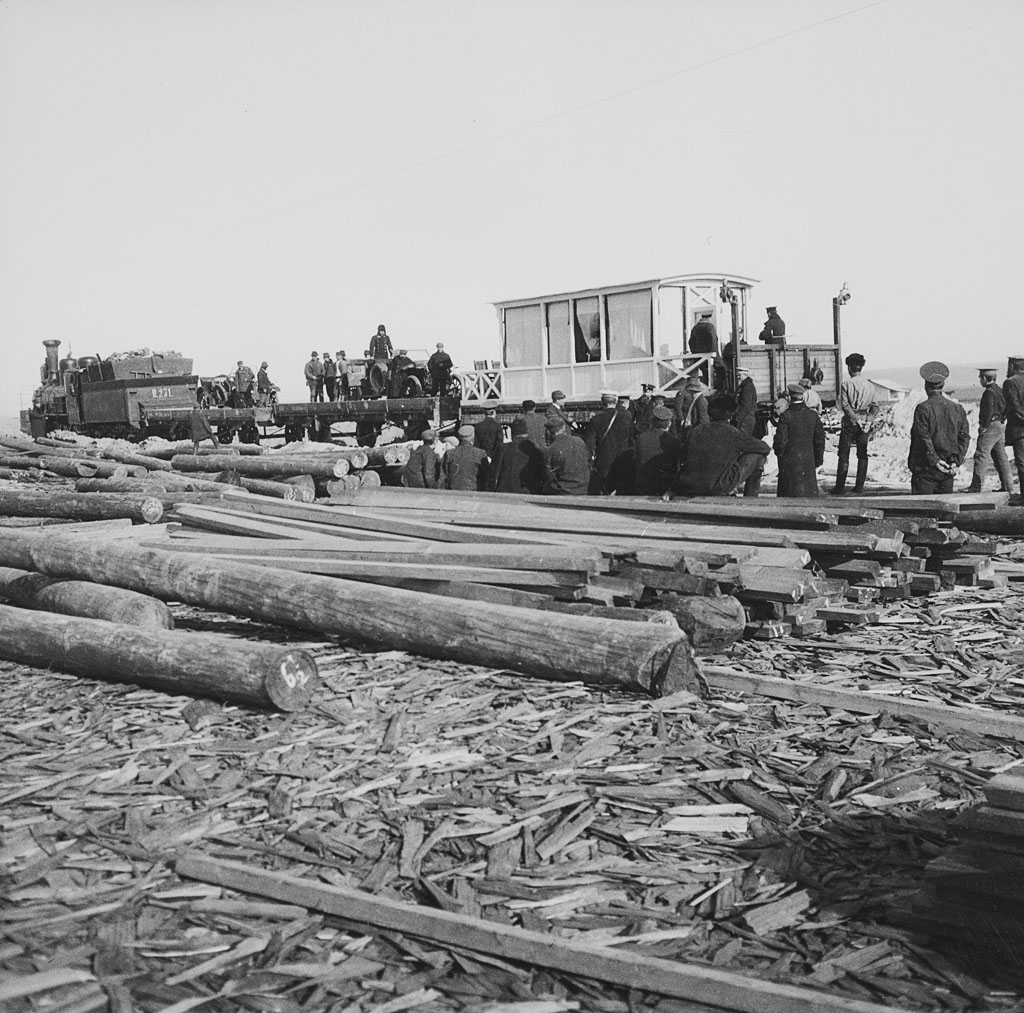
Поздєєвка, 12 жовтня 1913. Фото Ф. Нансена

Село Поздєєвка зобов'язана своєю назвою куркулям братам Поздєєвим (Івану, Афанасію, Трифону), які на цьому місці вели своє господарство. Коли у 1910 році почалася рубка просіки для Амурської залізниці, за проектом вона повинна була проходити біля села Верхньобілого, брати Поздєєви підкупили будівельників і просіка пройшла по території нинішньої станції Поздєєвка. Одночасно з будівництвом залізниці йшло будівництво вокзалу і житлових будинків. Після революції братів Поздеева розкуркулили, але назва станції збереглося. Подальша доля братів невідома, але родичі Івана Поздєєва довгий час жили в китайському місті Хейхе (навпроти Благовєщенська).
Швидкий розвиток села Поздєєвки почався після Громадянської війни в Росії. Одним з перших був побудований елеватор, від нього до млина (побудованого Поздєєвими) вела вузькоколійка.
У 1929 році за рішенням Амурського округу від 29.03.1926 року № 50 було утворено Поздєєвска сільська Рада робітничих, селянських і червоноармійських депутатів з центром в с. Поздєєвка. До складу сільради входили с. Верхньобіле, колгосп ім. Ілліча, село Новороссійка.
У 1932 році була відкрита Георгіївська МТС на території с. Поздєєвка.
У 1930-х роках видавалася газета «Сталінець».
У 1956 році в селі Поздєєвка відкрилася загальноосвітня школа, у якій також навчалися діти сіл Верхньобіле і Новороссійка.
До 1969 року центр сільської Ради був перенесений в с.Верхньобіле.
З 1 січня 1969 року, у результаті адміністративної реформи, були утворені Поздєєвську сільраду з центром і в межах с. Поздєєвка і Верхньобільську сільраду в межах с. Верхньобіле, с. Новороссійка, колгосп ім. Ілліча з центром в с. Верхньобіле.

## Населення
| 2002   | 2010   | 2012   | 2013   | 2014   | 2015   | 2016   |
| ------ | ------ | ------ | ------ | ------ | ------ | ------ |
| ↘ 2199 | ↘ 1902 | ↘ 1824 | ↘ 1757 | ↘ 1713 | ↘ 1673 | ↘ 1604 |

## Інфраструктура
- Сільськогосподарські підприємства Ромненського району;
- Муніципальна освітня бюджетна установа «Середня загальноосвітня школа»;
- Муніципальна дошкільна навчальна бюджетна установа «Сонечко»;
- Клуб;
- Амбулаторія;
- Будинок побуту;
- Відділення зв'язку.

## Транспорт
Станція Поздеевка Забайкальської залізниці. За характером і обсягом роботи - проміжна 4 класу.
Заснована в 1913 році при будівництві Амурської залізниці. У 1913 році по залізниці з Владивостока повертався в Норвегію знаменитий полярний дослідник, великий вчений Фрітьйоф Нансен. Станція ще назви не мала, і будівельники обіцяли Нансену назвати станцію його ім'ям, але була названа по селу.

## Господарська діяльність
Основна сфера зайнятості населення — сільське господарство: виробництво продукції рільництва та тваринництва. Селянсько-фермерські господарства спеціалізуються в основному на вирощувані зернових культур та сої. 

## Відомі уродженці
- Ігор Пісний (нар. 16 березня 1975) — український актор театру і кіно.